# Агамалы, Фазаил Рагим оглы
Фазаил Рагим оглы Агамалы (азерб. Fəzail Rəhim oğlu Ağamalı; род. 26 августа 1947, Гызыл Шафаг, Сисианский район, Армянская ССР) — депутат Милли Меджлиса Азербайджана I, II, III, IV, V, VI созывов.

## Биография
Родился 26 августа 1947 года в селе Гызыл Шафаг (Шихлар) Сисианского района Армянской ССР.
Окончил исторический факультет Азербайджанского государственного университета.
Доктор исторических наук, профессор. Автор 3 монографий и более 50 научных статей.
С 1971 года работал учителем в средней школе города Нахичевань. Был преподавателем, старшим преподавателем Нахичеванского государственного университета.
С 1983 года — заведующий кафедрой Азербайджанского технологического института.
С 1988 года — доцент и профессор в Азербайджанском народнохозяйственном институте.
С 1992 года — заместитель министра социального обеспечения Азербайджана.
В 1993—1994 годах — первый заместитель и исполняющий обязанности министра труда и социальной защиты населения Азербайджана.
Председатель партии «Ана Вэтэн».
Депутат Милли меджлиса Азербайджана I, II, III, IV, V, VI созывов от Сальян-Нефтчалинского избирательного округа № 60.
Являлся членом Комитета по правовой политике и государственному строительству Милли меджлиса.
Руководитель рабочей группы межпарламентских связей Азербайджан — Испания.
Член рабочих групп по межпарламентским связям Азербайджан — Болгария, Азербайджан — Швеция, Азербайджан — Словения.
Член азербайджанской делегации в Межпарламентской Ассамблеи СНГ.

## Награды
- Орден «Содружество» (30 мая 2007, Совет Межпарламентской Ассамблеи государств — участников СНГ) — за активное участие в деятельности Межпарламентской Ассамблеи и её органов, вклад в укрепление дружбы между народами государств — участников Содружества[1]
- Медаль «За укрепление парламентского сотрудничества» (16 апреля 2015, Межпарламентская ассамблея СНГ) — за особый вклад в развитие парламентаризма, укрепление демократии, обеспечение прав и свобод граждан в государствах — участниках Содружества Независимых Государств[2].
- Медаль «МПА СНГ. 25 лет» (27 марта 2017, Межпарламентская ассамблея СНГ) — за заслуги в деле развития и укрепления парламентаризма, за вклад в развитие и совершенствование правовых основ функционирования Содружества Независимых Государств, укрепление международных связей и межпарламентского сотрудничества[3]
- Орден «Слава» (25 августа 2017) — за активное участие в общественно-политической жизни Азербайджанской Республики[4]
- Орден «За службу Отечеству» II степени (25 августа 2022) — за многолетнюю плодотворную деятельность в общественно-политической жизни Азербайджанской Республики[5]